# Неро Вулф
Неро Вулф је бриљантан, гојазан и ексцентрични измишљени детектив из фотеље који је 1934. године створио амерички писац мистерија Рекс Стаут. Волф је рођен у Црној Гори и држи своју прошлост нејасном. Он живи у луксузној згради у Западној 35. улици у Њујорку, и не жели да напусти свој дом због посла или било чега што би га спречило да чита своје књиге, негује орхидеје или једе гурманска јела коју припрема његов кувар, Фриц Брннер. Арчи Гудвин, Вулфов оштроумни, отмени млади поверљиви асистент са оком за привлачне жене, приповеда случајеве и обавља послове за детективског генија.
Стаут је објавио 33 романа и 41 новелу и приповетку са Вулфом од 1934. до 1975. године, а већина њих смештена је у Њујорк. Приче су прилагођене за филм, радио, телевизију и сцену. Корпус Неро Вулфа је номинован за најбољу мистериозни серијал века на Bouchercon 2000, највећој светској конвенцији мистерија, а Рекс Стаут је био номинован за најбољег писца мистерија века.

## Књиге Рекса Стаута
Књиге Рекса Стаута о Нероу Вулфу (романи и збирке новела/кратких прича) наведене су у наставку по редоследу објављивања. За специфичну историју публикација, укључујући оригинална појављивања у часописима, погледајте уносе за појединачне наслове. Године везују за чланке из литературе.
- 1934: Fer-de-Lance
- 1935: The League of Frightened Men
- 1936: The Rubber Band
- 1937: The Red Box
- 1938: Too Many Cooks
- 1939: Some Buried Caesar
- 1940: Over My Dead Body
- 1940: Where There's a Will
- 1942: Black Orchids (садржи: "Black Orchids" and "Cordially Invited to Meet Death")
- 1944: Not Quite Dead Enough (садржи: "Not Quite Dead Enough" and "Booby Trap")
- 1946: The Silent Speaker
- 1947: Too Many Women
- 1948: And Be a Villain (British title More Deaths Than One)
- 1949: Trouble in Triplicate (садржи: "Before I Die", "Help Wanted, Male" and "Instead of Evidence")
- 1949: The Second Confession
- 1950: Three Doors to Death (садржи: "Man Alive", "Omit Flowers" and "Door to Death")
- 1950: In the Best Families (British title Even in the Best Families)
- 1951: Curtains for Three (садржи: "The Gun with Wings", "Bullet for One" and "Disguise for Murder")
- 1951: Murder by the Book
- 1952: Triple Jeopardy (садржи: "Home to Roost", "The Cop-Killer" and "The Squirt and the Monkey")
- 1952: Prisoner's Base (British title Out Goes She)
- 1953: The Golden Spiders
- 1954: Three Men Out (садржи: "Invitation to Murder", "The Zero Clue" and "This Won't Kill You")
- 1954: The Black Mountain
- 1955: Before Midnight
- 1956: Three Witnesses (садржи: "The Next Witness", "When a Man Murders" and "Die Like a Dog")
- 1956: Might as Well Be Dead
- 1957: Three for the Chair (садржи: "A Window for Death", "Immune to Murder" and "Too Many Detectives")
- 1957: If Death Ever Slept
- 1958: And Four to Go (садржи: "Christmas Party", "Easter Parade", "Fourth of July Picnic" and "Murder Is No Joke")
- 1958: Champagne for One
- 1959: Plot It Yourself (British title Murder in Style)
- 1960: Three at Wolfe's Door (садржи: "Poison à la Carte", "Method Three for Murder" and "The Rodeo Murder")
- 1960: Too Many Clients
- 1961: The Final Deduction
- 1962: Homicide Trinity (садржи: "Eeny Meeny Murder Mo", "Death of a Demon" and "Counterfeit for Murder")
- 1962: Gambit
- 1963: The Mother Hunt
- 1964: Trio for Blunt Instruments (садржи: "Kill Now—Pay Later", "Murder Is Corny" and "Blood Will Tell")
- 1964: A Right to Die
- 1965: The Doorbell Rang
- 1966: Death of a Doxy
- 1968: The Father Hunt
- 1969: Death of a Dude
- 1973: Please Pass the Guilt
- 1975: A Family Affair
- 1985: Death Times Three (постхумно; садржи: "Bitter End", "Frame-Up for Murder" and "Assault on a Brownstone")